# Yusuke Kawakita
Yusuke Kawakita (川北 裕介 Kawakita Yusuke?), född 13 maj 1978 i Osaka prefektur, är en japansk före detta fotbollsspelare.
Kawakita började sin karriär 2001 i Ventforet Kofu. Efter Ventforet Kofu spelade han för Tokushima Vortis och Ehime FC. Han avslutade karriären 2012.